# 吾可站
吾可站（：／ Oga yeok */?）曾为韩国铁路长项线上的一个车站，位于忠清南道礼山郡吾可面，目前已废止。

## 历史
- 1967年6月1日：开始使用[1]。
- 2008年12月15日：停用本站。